# Zapasy na Letnich Igrzyskach Olimpijskich 1968 – kategoria do 78 kg w stylu klasycznym
Zmagania mężczyzn do 78 kg to jedna z ośmiu męskich konkurencji w zapasach w stylu klasycznym rozgrywanych podczas Letnich Igrzysk Olimpijskich 1968. Pojedynki w tej kategorii wagowej odbyły się w dniach 23 – 26 października.
Punktacja opierała się na systemie "złych punktów karnych". Zwycięzca otrzymywał zero punktów za wygraną przez "tusz" (łopatki) lub dyskwalifikację; pół punktu za przewagę techniczną, a jeden za zwycięstwo na punkty. Dwa punkty przyznawano za remis, a dwa i pół za remis i pasywność. Za porażkę na punkty zawodnik otrzymywał trzy punkty. Przegrana przez przewagę techniczną skutkowała 3,5 punktami karnymi, a za łopatki lub dyskwalifikację przyznawano 4 punkty karne. Uzyskanie sześciu lub więcej punktów eliminowało zapaśnika z turnieju. Najlepsza trójka walczyła w rundzie finałowej.

## Klasyfikacja[1]
| Pozycja | Nazwisko         | Kraj              |
| ------- | ---------------- | ----------------- |
| 1       | Rudolf Vesper    | NRD               |
| 2       | Daniel Robin     | Francja           |
| 3       | Károly Bajkó     | Węgry             |
| 4       | Metodi Zarew     | Bułgaria          |
| 5       | Ion Țăranu       | Rumunia           |
| 6       | Jan Kårström     | Szwecja           |
| 7       | Franz Berger     | Austria           |
| 7       | Harald Barlie    | Norwegia          |
| 7       | Milan Nenadić    | Jugosławia        |
| 10      | Wiktor Igumenow  | ZSRR              |
| 10      | Dimitrios Savvas | Grecja            |
| 10      | Adam Ostrowski   | Polska            |
| 10      | Sırrı Acar       | Turcja            |
| 14      | Peter Nettekoven | RFN               |
| 15      | Mahmoud Balah    | Syria             |
| 16      | Toshirō Tashiro  | Japonia           |
| 16      | Larry Lyden      | Stany Zjednoczone |
| 18      | Jimmy Martinetti | Szwajcaria        |
| 19      | Brian Heffel     | Kanada            |
| 19      | Daniel Alba      | Meksyk            |
| 21      | Wesley O’Brien   | Australia         |
| 21      | Pentti Salo      | Finlandia         |

## Wyniki

### Pierwsza runda[2]
| Zwycięzca        | Punkty karne | Wynik           | Przegrany        | Punkty karne |
| ---------------- | ------------ | --------------- | ---------------- | ------------ |
| Dimitrios Savvas | 2,5          | Remis           | Adam Ostrowski   | 2,5          |
| Milan Nenadić    | 0,5          | Przewaga        | Larry Lyden      | 3,5          |
| Jan Kårström     | 0            | Łopatki         | Jimmy Martinetti | 4            |
| Sırrı Acar       | 1            | Na punkty       | Harald Barlie    | 3            |
| Wiktor Igumenow  | 1            | Na punkty       | Metodi Zarew     | 3            |
| Ion Țăranu       | 0            | Dyskwalifikacja | Brian Heffel     | 4            |
| Franz Berger     | 1            | Na punkty       | Peter Nettekoven | 3            |
| Mahmoud Balah    | 1            | Na punkty       | Toshirō Tashiro  | 3            |
| Daniel Robin     | 0            | Łopatki         | Wesley O’Brien   | 4            |
| Károly Bajkó     | 0            | Rezygnacja      | Pentti Salo      | 4            |
| Rudolf Vesper    | 0            | Łopatki         | Daniel Alba      | 4            |

### Druga runda[3]
| Zwycięzca        | Punkty karne | Wynik       | Przegrany        | Punkty karne |
| ---------------- | ------------ | ----------- | ---------------- | ------------ |
| Dimitrios Savvas | 3,5          | Na punkty   | Larry Lyden      | 6,5          |
| Adam Ostrowski   | 3,5          | Na punkty   | Milan Nenadić    | 3,5          |
| Harald Barlie    | 4            | Na punkty   | Jimmy Martinetti | 7            |
| Jan Kårström     | 2,5          | Remis       | Sırrı Acar       | 3,5          |
| Wiktor Igumenow  | 2            | Na punkty   | Ion Țăranu       | 3            |
| Metodi Zarew     | 3            | Łopatki     | Brian Heffel     | 8            |
| Peter Nettekoven | 4            | Na punkty   | Mahmoud Balah    | 4            |
| Franz Berger     | 1,5          | Przewaga    | Toshirō Tashiro  | 6,5          |
| Rudolf Vesper    | 1            | Na punkty   | Daniel Robin     | 3            |
| Károly Bajkó     | 0            | Łopatki     | Daniel Alba      | 8            |
| Wesley O’Brien   | –            | Wycofał się |                  |              |
| Pentti Salo      | –            | Wycofał się |                  |              |

### Trzecia runda[4]
| Zwycięzca     | Punkty karne | Wynik       | Przegrany        | Punkty karne |
| ------------- | ------------ | ----------- | ---------------- | ------------ |
| Milan Nenadić | 4,5          | Na punkty   | Dimitrios Savvas | 6,5          |
| Jan Kårström  | 3,5          | Na punkty   | Adam Ostrowski   | 6,5          |
| Harald Barlie | 4            | Łopatki     | Wiktor Igumenow  | 6            |
| Metodi Zarew  | 4            | Na punkty   | Sırrı Acar       | 6,5          |
| Ion Țăranu    | 3            | Łopatki     | Peter Nettekoven | 8            |
| Daniel Robin  | 4            | Na punkty   | Franz Berger     | 4,5          |
| Károly Bajkó  | 2,5          | Remis       | Rudolf Vesper    | 3,5          |
| Mahmoud Balah | –            | Wycofał się |                  |              |

### Czwarta runda[5]
| Zwycięzca     | Punkty karne | Wynik     | Przegrany     | Punkty karne |
| ------------- | ------------ | --------- | ------------- | ------------ |
| Jan Kårström  | 6            | Remis     | Milan Nenadić | 7            |
| Metodi Zarew  | 5            | Na punkty | Harald Barlie | 7            |
| Ion Țăranu    | 5,5          | Remis     | Franz Berger  | 7            |
| Daniel Robin  | 5            | Na punkty | Károly Bajkó  | 5,5          |
| Rudolf Vesper | 3,5          | Bez walki |               |              |

### Piąta runda[6]
| Zwycięzca     | Punkty karne | Wynik     | Przegrany    | Punkty karne |
| ------------- | ------------ | --------- | ------------ | ------------ |
| Rudolf Vesper | 4,5          | Na punkty | Metodi Zarew | 8            |
| Daniel Robin  | 5            | Łopatki   | Ion Țăranu   | 9,5          |
| Károly Bajkó  | 5,5          | Bez walki |              |              |